# Sévérac-l'Église
 Sévérac-l'Église  là một xã ở tỉnh Aveyron, thuộc vùng Occitanie ở miền nam nước Pháp.